# Elton Flatley
Pour les articles homonymes, voir Flatley.
Pas d'image ? Cliquez ici

a Compétitions nationales et continentales officielles uniquement.

b Matchs officiels uniquement.
Dernière mise à jour le 16 novembre 2024.
Elton Flatley, né le 7 mai 1977 à Tamworth, est un joueur de rugby à XV australien qui a joué avec l'équipe d'Australie. Il évoluait au poste de demi d'ouverture ou de centre. Il effectue l'intégralité de sa carrière professionnelle avec les Queensland Reds entre 1996 et 2006.

## Biographie
Elton Flatley joue l'intégralité de sa carrière professionnelle avec les Queensland Reds, en Super 12, faisant plus de cent apparitions sous ce maillot. Il est contraint de prendre sa retraite prématurément en mars 2006, à la suite de commotions cérébrales répétées.
Il effectue son premier test match avec l'équipe d'Australie en le 15 novembre 1997 contre l'équipe d'Angleterre. Il obtient un total de trente-huit sélections entre 1997 et 2005, marquant cent-quatre-vingt deux points.
Il dispute six matchs de la Coupe du monde 2003. Lors du mondial, il marque un essai contre la Roumanie au bout de 18 secondes, c'est le record de la Coupe du Monde.

## Palmarès
- Finaliste de la Coupe du monde en 2003.
- Vainqueur du Tri-nations en 2001.

## Statistiques en équipe nationale
- 38 sélections avec l'Australie
- 182 points (4 essais, 34 pénalités et 30 transformations).
- Sélections par années : 2 en 1997, 1 en 2000, 9 en 2001, 9 en 2002, 12 en 2003, 4 en 2004, 1 en 2005